# Ellecourt
Ellecourt település Franciaországban, Seine-Maritime megyében. Lakosainak száma 156 fő (2022. január 1.). Ellecourt Aumale, Marques, Lafresguimont-Saint-Martin, Morienne, Vieux-Rouen-sur-Bresle és Saint-Germain-sur-Bresle községekkel határos.

## Népesség
A település népességének változása:
| Lakosok száma | 131  | 143  | 150  | 147  | 149  | 151  | 153  | 154  | 156  |
|               | 2013 | 2015 | 2016 | 2017 | 2018 | 2019 | 2020 | 2021 | 2022 |